# Francesc-Marc Álvaro
Francisco-Marcos Álvaro y Vidal (Villanueva y Geltrú, Barcelona, 1967) es un periodista y ensayista español en lengua catalana, profesor universitario y diputado del grupo parlamentario de ERC (aunque registrado como independiente) en el Congreso por Barcelona.

## Biografía
Francesc-Marc Álvaro se licenció en Ciencias de la información por la Universidad Autónoma de Barcelona, aunque con anterioridad ya se había iniciado como periodista, publicando artículos en diversos medios, como el Diari de Vilanova. Trabajó en el diario Avui y como cronista de El Mundo en Cataluña. 
Por su trabajo como periodista ha sido galardonado por la Generalidad de Cataluña con el Premio Nacional de Periodismo (1994), y ha recibido también el Premio Recull, el Serra i Moret y el Ibáñez Escofet. Colabora con diferentes medios de comunicación como el diario La Vanguardia, las revistas El Temps y Serra d'Or, la revista digital Esguard, así como en Catalunya Ràdio, Radio Barcelona, RAC1 y Radio 4. Además, es profesor en la Facultad de Ciencias de la Comunicación de la Universidad Ramon Llull.

## Obra
- Què pensa Pasqual Maragall (1998)
- Per què no engeguem la política? (1999)
- Ara sí que toca! Jordi Pujol, el pujolisme i els successors (2003)
- Una política sense país (2005)
- Els assassins de Franco (2005)[3]
- Per què hem guanyat (Comanegra, 2015)
- Ensayo general de una revuelta (2019)(lucida / Galaxia Gutenberg)